# Сражение на сенокосном лугу

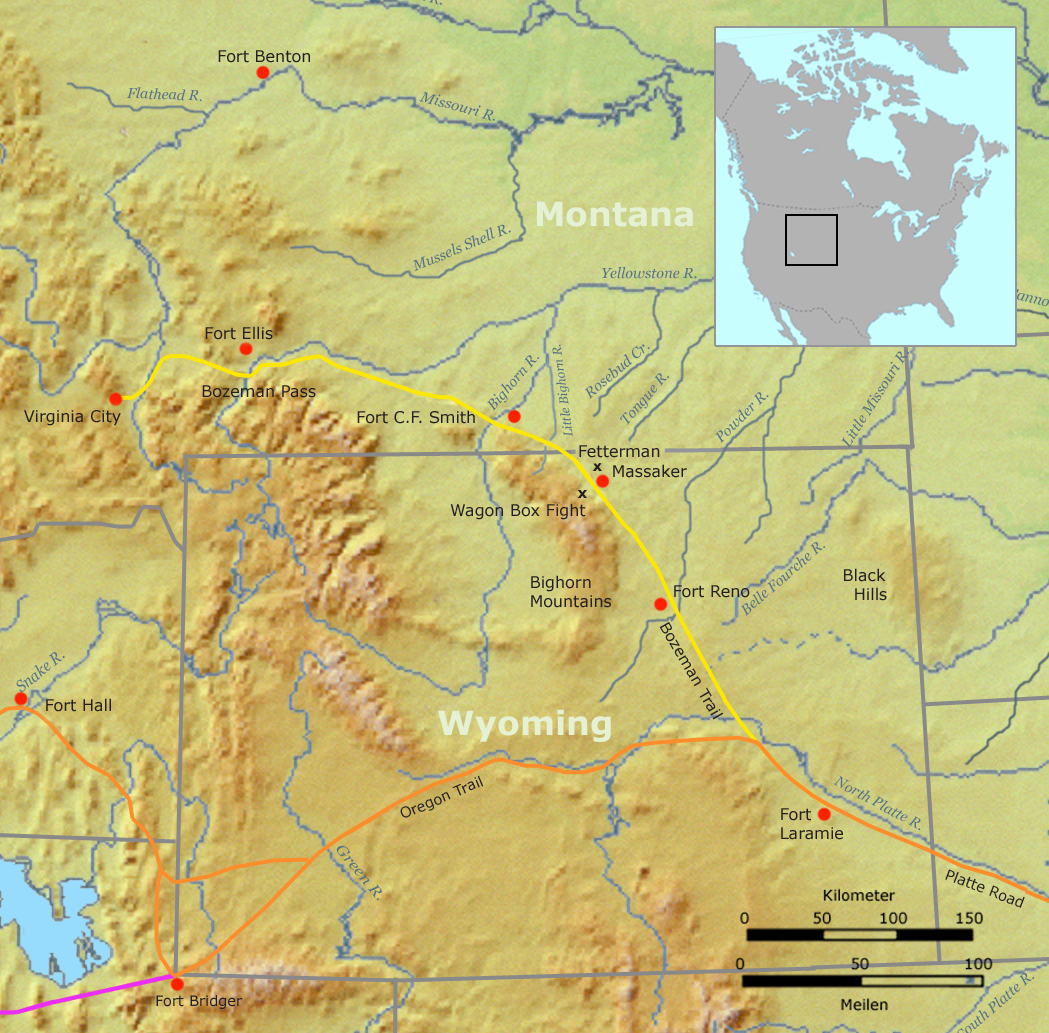
Бозменский тракт и форт Си-Эф-Смит

Сражение на сенокосном лугу или Битва на сенокосном поле (англ. Hayfield Fight) — сражение между союзом племён шайеннов, арапахо и лакота с одной стороны, и отрядом армии США и бригадой сенокосов с другой, произошедшее 1 августа 1867 года в двух с половиной милях от форта Си-Эф-Смит в   Монтане.
Около 500 индейских воинов атаковали кораль, в котором укрылись 21 солдат и 9 сенокосов.
Бой продолжался весь день, евроамериканцы были вооружены новыми казнозарядными винтовками, благодаря чему отразили атаку значительно превосходящих сил противника, лишь ближе к вечеру из форта прибыло подкрепление и индейцы отступили. Подполковник Лютер Брэдли, командующий фортом Си-Эф-Смит, позднее был подвергнут критике со стороны своих подчинённых за то, что поздно отправил отряд солдат и некомбатантов на подмогу обороняющимся.

## Предыстория
Форт Си-Эф-Смит был основан в 1866 году как один из трёх фортов, созданных Соединёнными Штатами для защиты мигрантов на Бозменском тракте, который вёл от форта Ларами в Вайоминге к золотым месторождениям Монтаны. Это был самый северный и, следовательно, самый изолированный из трёх фортов в этом регионе. Самым южным был форт Рино, расположенный вдоль реки Паудер, между ним и Си-Эф-Смитом находился форт Фил-Карни. Тракт проходил через земли, населённые индейцами лакота, северными шайеннами, северными арапахо и кроу. Первые три племени яростно выступали против использования мигрантами Бозменской тропы и незаконного присутствия правительственных сил США вдоль пути. Наплыв евроамериканцев спровоцировал вооружённые стычки между враждебными племенами и белыми людьми.  21 декабря 1866 года у форта Фил-Карни индейцы одержали крупную победу, устроив засаду и убив Уильяма Феттермана и 80 солдат под его командованием.
Кроу часто вступали в союз с американскими войсками, поскольку они враждовали с лакота, шайеннами и арапахо. Форт Си-Эф-Смит был построен на территории этого племени и некоторые кроу поселились рядом с ним для торговли и защиты. Зима 1866—1867 годов выдалась суровой для гарнизона военного поста, которому приходилось питаться зерном для животных, чтобы выжить. Солдаты были отрезаны от пополнения запасов до поздней весны. 23 июля в форт прибыли две роты пехоты под командованием подполковника Лютера Брэдли. Он привёз с собой заряжающиеся с казённой части винтовки Springfield, чтобы заменить устаревшие солдатские мушкеты и дульнозарядные ружья. Новые винтовки имели скорострельность от 8 до 10 выстрелов в минуту, по сравнению с 3 выстрелами в минуту для старых мушкетов, и их можно было легко перезаряжать из положения лёжа. После пополнения гарнизон форта насчитывал около 350 солдат и несколько гражданских подрядчиков. Большинство мирных жителей были вооружены многозарядными винтовками Спенсера и Генри.
Основным видом деятельности в форте был покос и сушка травы на сено для корма скота в течение долгих, холодных зим. За несколько дней до сражения, приблизительно в двух с половиной милях от форта, гарнизон построил небольшой частокол, служивший защитой для работников, заготавливающих сено. Частокол был размером примерно 30 на 18 метров. На землю были уложены большие брёвна, а над ними возведён решётчатый каркас из плотно сплетённых ивовых ветвей. На каждом углу были вырыты траншеи для обороны.
После ежегодной Пляски Солнца многие общины лакота, северных арапахо и северных шайеннов решили атаковать форты армии США. В июне лакота в ходе одного рейда захватили 40 мулов и лошадей, угнали скот из военного обоза и напали на кроу, проживающих недалеко от форта Си-Эф-Смит. 12 июля разведчики кроу сообщили американским солдатам, что многочисленные воины племён лакота, шайеннов и арапахо собираются в долине Роузбад, в 50 милях к востоку от военного поста. Не сумев договориться, какое место атаковать первым, группы воинов разделились на две большие части: несколько сотен человек двинулись на форт Си-Эф-Смит, и такое же количество, включая Красное Облако, направилось к форту Фил-Карни.

## Сражение

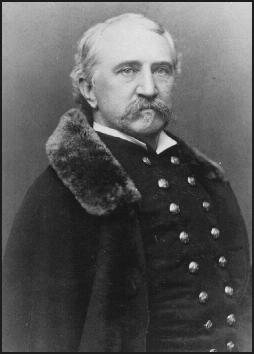
Лютер Брэдли

Утром 1 августа 1867 года 20 солдат под руководством лейтенанта Сигизмунда Стернберга из 27-го пехотного полка армии США отправились охранять гражданских работников к частоколу. Пикеты на вершине холма предупредили солдат о приближении большого количества индейцев. Стернберг, его солдаты и 9 гражданских лиц быстро укрылись в загоне. Сначала лакота и шайенны быстро приблизились к укреплению, а затем отступили — они были удивлены, когда солдаты быстро дали второй залп, произведенный их новыми, более быстрыми, заряжающимися с казённой части винтовками. Отступив, индейцы подожгли сено. Пламя было уже близко к частоколу, когда ветер переменился. Лакота, шайенны и арапахо вновь атаковали. Лейтенант Стернберг был убит, пуля попала ему в голову. Сержант Джеймс Нортон принял командование на себя, но вскоре был тяжело ранен.
Затем защиту возглавил гражданский, Эл Колвин, вооружённый новейшей шестнадцатизарядной винтовкой Генри. Он был ветераном гражданской войны и грамотно руководил обороной. Колвин расставил людей с интервалом внутри кораля, при этом, каждый занял строго определённое место. Обороняющимся удалось отразить ещё три атаки индейцев. Перестрелка между двумя сторонами продолжалась всё утро. Из форта не прибыло подкрепление, хотя звуки сражения должны были быть слышны в нём.
У нападавших было мало боеприпасов для огнестрельного оружия, а стрелы не были эффективны, так как солдаты укрылись за бревенчатыми заграждениями. Индейцы стреляли по вьючным животным, убив двух и тяжело ранив 17 из 22 мулов в загоне. Рядовой Чарльз Брэдли вызвался попытаться добраться до форта и сообщить о нападении индейцев. Утром того же дня лейтенант Джордж Палмер сопровождал обозы лесорубов, направляющиеся к холмам к югу от форта Си-Эф-Смит. Достигнув возвышенности, он обнаружил несколько групп индейцев, и приказал своим людям следить за их передвижением. Взобравшись на высокий холм, лейтенант увидел лагерь сенокосов, который атаковало множество индейских воинов. Палмер отдал распоряжение возвращаться в форт. Несмотря на то, что его небольшой караван тоже подвергся атаке, лейтенант и его люди прибыли в военный пост без потерь. Палмер тут же проинформировал подполковника о сражении, но тот посчитал, что индейцев немного и Стернберг сам справится с ними.
Бой продолжался до четырёх часов дня, прежде чем подполковник решил отправить отряд из военного поста на сенокосный луг. Это произошло лишь после прибытия рядового Чарльза Брэдли, который смог добраться невредимым и сообщил о гибели Стернберга и тяжёлом положении обороняющихся. Лютер Брэдли приказал лейтенанту Шерли выступить с двадцатью кавалеристами и некомбатантами. Отряд был атакован индейцами и занял оборонительную позицию недалеко от военного поста. После этого подполковник отправил три роты под командованием майора Томаса Берроуза на выручку Шерли, но и он был вынужден обороняться. Лишь после прибытия лейтенанта Фентона с гаубицей и большим количеством солдат, индейцы отступили. Команда Берроуза добралась до сенокосного поля только на закате. К этому времени индейские воины уже прекратили свои атаки и большинство покинуло поле боя, хотя некоторые всё ещё находились на окружающих холмах. Прежде чем возвращаться в форт, Берроуз приказал обстрелять из гаубицы оставшихся индейцев.

## Итоги
Хотя по обстоятельствам хода боя сражение на сенокосном лугу сравнимо с боем у фургонного лагеря, который произошёл на следующий день возле форта Фил-Карни, оно не вызвало особого интереса у исследователей и писателей. В обоих случаях хорошие оборонительные позиции евроамериканцев и новое вооружение считаются критически важными для сдерживания более крупных сил индейских воинов. Лютер Брэдли преуменьшил значение боя в своём официальном отчёте, и бой на сенокосном лугу получил мало внимания со стороны историков. Подполковник подвергся критике со стороны нескольких его офицеров и солдат за задержку с отправкой помощи людям, оказавшимся в ловушке на сенокосном поле. Лейтенант Джордж Палмер утверждал, что потерь на сенокосном поле можно было избежать, если бы Брэдли вовремя отправил войска на подмогу. Капитан Эдвард Харц обвинил полковника в том, что он постоянно совершал ошибки и держался со своими подчинёнными слишком высокомерно. Некомбатант Элвин Лейтон и рядовой Эдвард Хэллоран также позднее нелестно охарактеризовали подполковника. Эл Колвин, руководивший обороной евроамериканцев, описал Брэдли как «напыщенного и высокомерного человека, ничего не знающего о боях с индейцами, которого никто не любил». Писатель Эрл Алонзо Брининстул пришёл к выводу, что события произошедшие 1 августа 1867 года на сенокосном лугу, являются запретной темой в американских армейских кругах из-за поведения подполковника Брэдли.
Потери среди евроамериканцев составили 6 человек убитыми и 4 ранеными. Индейцы потеряли 8 воинов, хотя американские солдаты позднее утверждали, что убили от 150 до 200 нападавших.
На следующий день состоялась ещё одна стычка с индейцами — нападение на фургонный лагерь в окрестностях форта Фил-Карни. Бои на сенокосном лугу и у фургонного лагеря отбили у индейцев охоту предпринимать какие-либо дальнейшие крупномасштабные нападения на укреплённые позиции белых людей вдоль Бозменского тракта в течение года, оставшегося до окончания войны Красного Облака. В начале ноября индейцы атаковали армейский конвой, следовавший в форт Фил-Карни, трое солдат были убиты, ещё трое получили ранения. Лакота, шайенны и северные арапахо продолжали проводить небольшие рейды вдоль тракта, а американские военные в Вайоминге и на юге Монтаны продолжали обороняться, из-за небольшой численности они не могли контратаковать индейцев, ожидаемое крупное подкрепление так и не прибыло.
В течение нескольких дней после боя погибшие американские солдаты были похоронены на кладбище около военного поста. 5 августа 1867 года лейтенант Фентон с 50 солдатами восстановил и укрепил кораль. Сенокосные работы близ форта возобновились без дальнейших инцидентов.

### Статьи
- Green, Jerome A. The Hayfield Fight: A Reappraisal of a Neglected Action (англ.) // The Magazine of Western History. — Helena, Montana: Montana Historical Society, 1972. — Vol. 22, iss. 4. — P. 30—43. — ISSN 0026-9891. — JSTOR 4517717.
- Hyer, Joel R. Cowardice and the Hayfield fight: Evidence against Colonel Luther P. Bradley (англ.) // Journal of the West. — Goleta, California: ABC-CLIO, 1998. — Vol. 37, iss. 4. — P. 77—84. — ISSN 0022-5169.